# Estadi Nacional Mané Garrincha
L'Estadi Nacional Mané Garrincha és un estadi multiusos de la capital del Brasil, Brasília. En l'actualitat es fa servir principalment per a partits de futbol. Va ser inaugurat el 1974 i després de l'última remodelació de 2013 compta amb una capacitat de 72.800 espectadors asseguts.
L'estadi és propietat del Departament d'Esports, Educació Física i Recreació del Districte Federal i porta el nom del mític futbolista Garrincha. L'Estadi Nacional va ser una de les seus de la Copa del Món de Futbol de 2014, va ser escenari de la competició de futbol als Jocs Olímpics d'estiu de 2016 i va acollir partits de la Copa Amèrica de 2021.